# Harry Forsman
August Harry Sebastian Forsman, född 30 juni 1906 i Tolfta, död 12 januari 1988 i Bromma, var en svensk friidrottare (spjutkastning). Han tävlade för Kronobergs IK och Stockholmspolisens IF. 